# Estudios CEA
Els Estudios CEA (Cinematografía Española Americana) van ser uns estudis cinematogràfics espanyols situats en Ciudad Lineal (Madrid), a l'altura del pont que va prendre el seu nom (encreuament entre la carrer d'Arturo Soria amb la carretera de Barcelona (després A-2), i pròxim a la Avinguda d'Amèrica. Els estudis van tancar l'11 de novembre de 1966 tancant un capítol important de la producció cinematogràfica espanyola, amb unes quinze pel·lícules de mitjana per any.

## Història
Els estudis es constitueixen com societat anònima el 17 de març de 1932. El president honorari era Jacinto Benavente (el president era Rafael Salgado Cuesta), i els seus vicepresidents els germans Álvarez Quintero. Tots ells havien determinat la creació de la societat mesos abans en el Restaurant Lhardy. Rafael Salgado es va fer càrrec dels estudis fins a l'any 1946 que va passar el seu fill Vicente Salgado Blanco. Es va triar per a la seva seu l'espai als afores de Madrid que es trobava adjacent a la Ciudad Lineal i absorbint els terrenys del parc d'esbarjo estiuenc de la barriada.
Els arquitectes Ricardo Marcos Bausá (autor d'un Manual Albañil molt popular a la fi del segle xix) i el delineant Emilio Vargas González (1869 - 1923) es van fer càrrec dels dissenys i de les obres que van començar el 1932, i van finalitzar a l'octubre de l'anys següent. A la fi del 1933 es produeix la inauguració. Aquest mateix any va rodar el curtmetratge titulat Saeta (1933), i a l'any següent El agua en el suelo.
Després de la Guerra Civil es van anar obrint nous platons pròxims a la Carretera de Barajas (en l'actualitat un tram inicial de la A-2). L'activitat va ser molt intensa durant els anys cinquanta, fins que una crisi en el món del cinema, va fer pensar a tancar els estudis. Finalment els estudis van vendre els locals que ocupaven i van tancar l'11 de novembre de 1966. La societat serà dissolta el 4 d'abril de 1977.

## Característiques
Els edificis es van situar en la Ciudad Lineal i es componien de sis platons de rodatges, laboratoris fotogràfics per al muntatge de les pel·lícules, tallers de decorats, camerinos per als actors i àrees de descans que comptaven amb una piscina.